# Butgenbach
Ne doit pas être confondu avec Buchenbach ou Büchenbach.
Butgenbach (prononcer [bytʃənbak] ; en allemand Bütgenbach) est une commune et une localité belge située dans la province de Liège, en Région wallonne.
Elle fait partie de la Communauté germanophone de Belgique et constitue de ce fait l'une des 9 communes de langue allemande de Belgique. Il s'agit d'une commune à facilités linguistiques pour les francophones.

## Géographie

### Sections
| # | Nom        | Superf. (km²) | Habitants (2020) | Habitants par km² | Code INS |
| - | ---------- | ------------- | ---------------- | ----------------- | -------- |
| 1 | Bütgenbach | 40,61         | 3.633            | 89                | 63013A   |
| 2 | Elsenborn  | 56,39         | 1.996            | 35                | 63013B   |

### Villages et hameaux
Berg, Küchelscheid, Leykaul, Nidrum et Weywertz.

### Communes limitrophes
|        | Waimes - Allemagne |          |
| Waimes | Butgenbach         | Bullange |
|        | Amblève            |          |

## Histoire

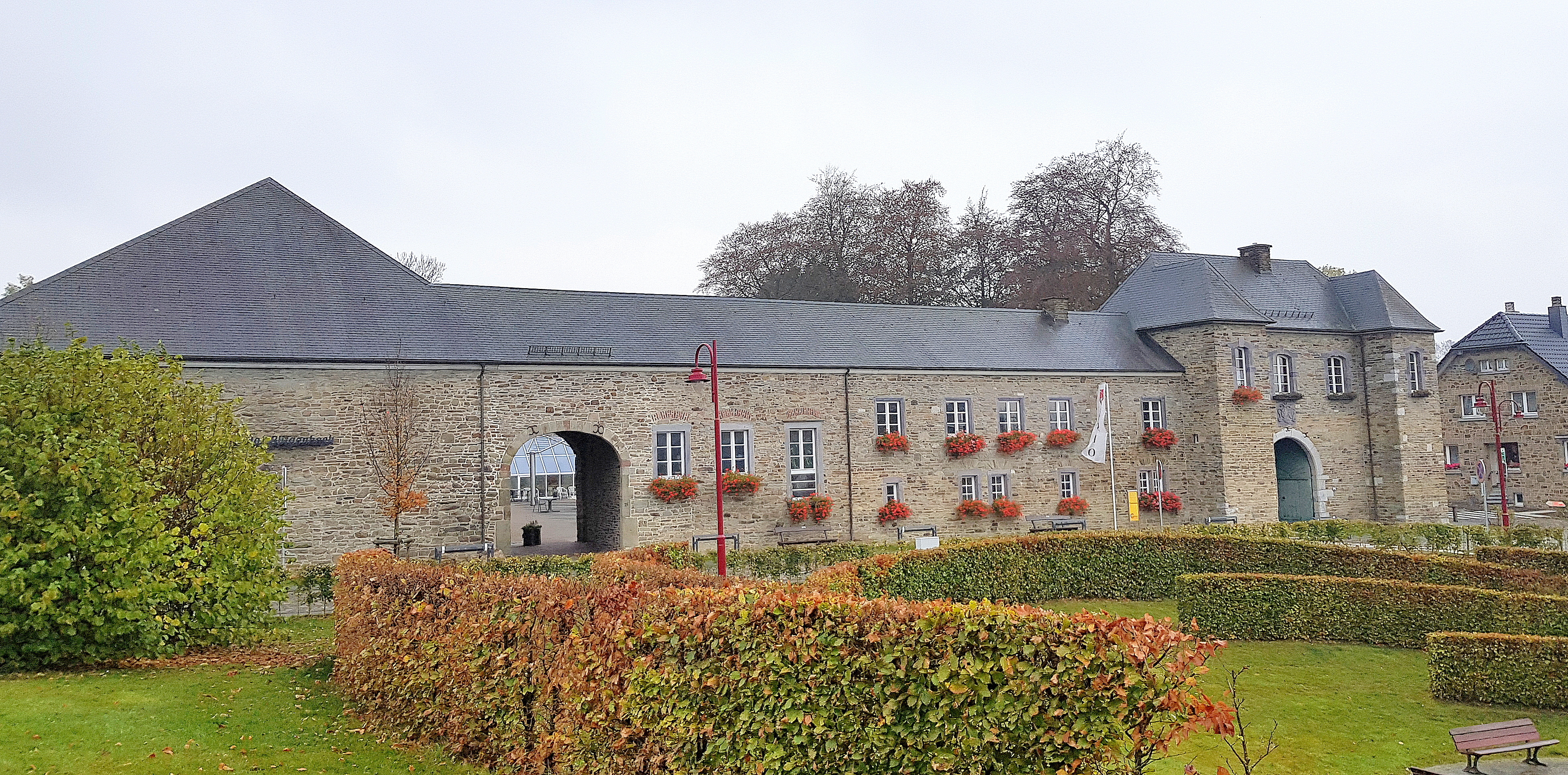
Bütgenbacher Hof, ancienne ferme médiévale classée.

Butgenbach fait partie des communes des cantons de l'Est, autrefois allemands qui furent offerts à la Belgique par le Traité de Versailles, en 1919, en compensation des pertes subies lors de la Première Guerre mondiale.
Lors de la fusion des communes de Belgique, en 1977, l'ancienne commune de Butgenbach fusionna avec celle d'Elsenborn pour prendre sa forme actuelle.

## Héraldique
|  | La ville possède des armoiries qui lui ont été octroyées le 7 mai 1987. Les deux pelles font référence à la très importante activité d'extraction et de commerce de tourbe dans la région. Les deux pelles sont parfois appelées erronément des avirons. Blasonnement : De gueules à deux pelles d'argent posées en sautoir, les manches en haut terminées en T. Source du blasonnement : Heraldy of the World. |

## Politique et administration

### Sécurité et secours
En ce qui concerne les services de police, la commune dépend de la zone de police Eifel. Quant au service des pompiers, elle dépend de la zone de secours Liège 6.

## Démographie

### Démographie: Avant la fusion des communes
- Source: DGS recensements population

### Démographie: Commune fusionnée
En tenant compte des anciennes communes entraînées dans la fusion de communes de 1977, on peut dresser l'évolution suivante :
Les chiffres des années 1831 à 1970 tiennent compte des chiffres des anciennes communes fusionnées.
- Source: DGS , de 1831 à 1981=recensements population; à partir de 1990 = nombre d'habitants chaque 1 janvier[3]

## Notoriété
Butgenbach est connue pour son lac de retenue sur la Warche, mais aussi pour la présence, sur son territoire, du camp militaire d'Elsenborn.

## Tourisme

### Butgenbach
- Le lac de Butgenbach (1928-1932) avec de nombreuses possibilités de sports nautiques, camping et le hameau de vacances Worriken.
- L'église Saint-Étienne (1932, architecte Henry Cunibert) qui renferme les fonts baptismaux (XVe siècle) de l'ancienne église, aujourd'hui détruite.
- Le Bütgenbacher Hof, ancienne ferme médiévale classée transformée en maison de repos. Ferme-château de Butgenbach, portail de 1754 surmonté des armoiries de la famille von Baring

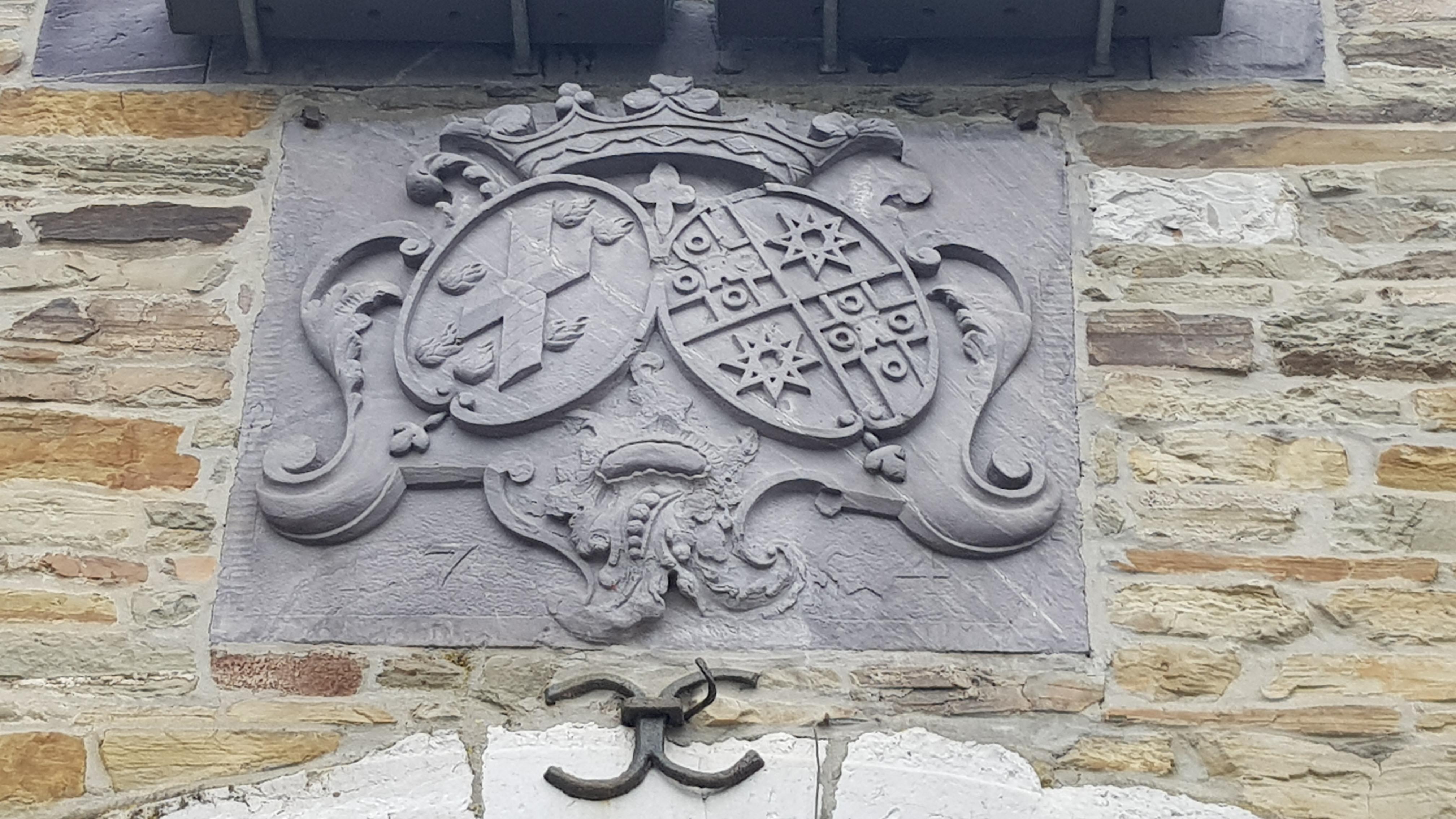
Ferme-château de Butgenbach, portail de 1754 surmonté des armoiries de la famille von Baring

- Les ruines de l'ancien château de Butgenbach qui se trouvent juste à côté du barrage du lac.
- Le couvent carmélite de Butgenbach au lieu-dit Domaine, chapelle de style moderne (années 1980).

### Weywertz
- L'église Saint-Michel à Weywertz (1959, style néoroman). La tour de l'ancienne église fut incorporée au nouvel édifice.
- Le vieux tilleul de la place de l'église (plus de 200 ans d'âge).
- Le vieux moulin de Weywertz-Brückberg.

### Elsenborn
- Le camp militaire d'Elsenborn, ses champs de tir et sa chapelle de style néoroman (années 1950, même architecte que l'église de Plombières).
- Église Saint-Barthelemy (1834). Il s'agit de Saint-Bartholomé et non Bartyhélémy.

### Nidrum
- Église des rois mages. La tour et la nef sont de style néogothique, le cœur de style moderne (reconstruit après la Seconde Guerre mondiale).

### Berg
- Église Sainte-Odile (années 1950).
- Fontaine Sainte-Odile, près du barrage de Butgenbach.

### Leykaul-Küchelscheid
- Croix des fagnes (près de Kalterherberg).

## Transport
La commune est notamment desservie par les lignes de bus 385, 390 et 394.